# 欧顺清
欧顺清（1964年3月—），四川邻水人，1983年7月参加工作，1988年1月加入中国共产党。西南农学院农学硕士、工程师。中华人民共和国政治人物。

## 简历
1983年7月，畢業於西南農學院農學系，1983年7月，任職四川省鄰水縣合流職業中學教師，1986年9月，西南農業大學農學系作物栽培與耕作專業碩士，畢業後任職重慶市國土局規劃處，1991年1月掛職任四川省重慶市江北縣沙坪鄉副鄉長，2003年6月，任重庆市国土资源和房屋管理局副局长。2008年4月任重庆市人民政府副秘书长，2012年10月任重庆市政府办公厅主任、市政府参事室主任。2012年11月，任重庆市政府秘书长、办公厅主任、参事室主任。
2023年1月，当选为重庆市人大常委会副主任。